# سينثيا غريغوري
سينثيا غريغوري (بالإنجليزية: Cynthia Gregory)‏ هي راقصة باليه أمريكية، ولدت في 8 يوليو 1946 في لوس أنجلوس في الولايات المتحدة.

## وصلات خارجية
- سينثيا غريغوري على موقع IMDb (الإنجليزية)
- سينثيا غريغوري على موقع الموسوعة البريطانية (الإنجليزية)
- سينثيا غريغوري على موقع قاعدة بيانات الفيلم (الإنجليزية)